# Polynema enchenopae
Polynema enchenopae är en stekelart som beskrevs av Girault 1911. Polynema enchenopae ingår i släktet Polynema och familjen dvärgsteklar. Inga underarter finns listade i Catalogue of Life.